# Burgruine Dobl
Die Burgruine Dobl, früher auch Engelsburg oder Engelberg genannt, ist die Ruine einer Spornburg auf einem steilen etwa 400 m ü. NHN hohen Bergkegel in Dobl (Dobl 8), einem Ortsteil der Gemeinde Winzer im Landkreis Deggendorf in Bayern.
Heute ist die Stelle als landschaftsprägendes Baudenkmal D-2-71-153-31 „Burgruine, Reste der Schild- und Zwingermauer, Anfang 13. Jahrhundert“, sowie als Bodendenkmal D-2-7244-0115 „Untertägige mittelalterliche und neuzeitliche Befunde im Bereich der Burgruine Dobl mit Burgkapelle und vermutlichem Abschnittsgraben“ vom Bayerischen Landesamt für Denkmalpflege erfasst. Das Baudenkmal Burgkapelle trägt die Bezeichnung D-2-71-153-32 „Burg- und Doppelkapelle Zu den 14 Nothelfern, kleiner romanischer Satteldachbau mit verschobenem Chor, im Kern 13. Jahrhundert; mit Ausstattung“.

## Geschichte
1337 erscheint ein Ritter Gebhard der Engelsperger, der für Rudolf den Engelperger und Heinrich von Puchberg siegelt. 1349 wird ein Konrad Puchberger von dem engeleinsperg erwähnt. Auch ein Heinrich von Tobl findet hier Erwähnung. 1360 ist Seitz von Puchberg und ab 1364 Seifried von Puchberg auf dem Engelsberg bezeugt. Der Burgstall war ein Lehen des Klosters Niederaltaich, so dass Abt Altmann ab 1367 die Grafen von Hals damit belehnen konnte. Die Halser beschäftigten Pfleger auf der Burg. Die Landgrafen von Leuchtenberg verkauften als Nachfolger der Grafen von Hals das lehnbare Schloss 1416 an Etzel Graf zu Ortenburg. Nach mehreren Besitzfolgen innerhalb der Familie der Ortenburger gelangte die Engelsburg über die Erbtochter Veronika an deren Gatten Wolfgang von Walsee, Oberster Marschall zu Österreich und Oberster Truchsess zu Steiermark; dieser überließ 1463 die Besitzung dem Hartmann von Traun. Nach mehreren Zwistigkeiten wird 1471 Engelsberg an Lukas Regnolt verkauft, der bereits Iggenstein erworben hatte. In wirtschaftliche Schwierigkeiten geraten, verkaufte er das Schloss und die Hofmark an Sigmund Ecker zu Oberpöring. 1493 ging der Besitz an Degenhard Watzmannsdorfer und seine Mutter Sabina Pfaffinger über. Auf dem Heiratsweg kam Engelsberg an Christoph Rhainer, der die Tochter des Degenhards, Sabine, geheiratet hatte. Danach war Engelsberg im Besitz Gregors Herr zum Losenstein, von dessen Tochter Elisabeth es an ihren Mann Gottgard von Scherffenberg zu Ortt im Traunsee und Waldbach überging. 1558 wurde Engelsberg an Ottheinrich Freiherr von Schwarzenberg verkauft. Am 21. Dezember 1559 wurde er vom Kloster Niederaltaich damit belehnt. 
Nach mehreren Besitzerwechseln kaufte Herzog Maximilian 1603 das Schloss und unterstellte es dem Pfleggericht von Winzer. 1674 wurde die Burg im Zuge des Dreißigjährigen Krieges durch Johann von Werth eingenommen und schwer beschädigt. Im Zuge des Österreichischen Erbfolgekrieges wurde das Schloss „Engelsberg“ von Panduren verwüstet, im 19. Jahrhundert als Ruine bezeichnet und im Laufe der Zeit nur noch als „Burg Dobl“ bzw. „Tobl“ genannt.

## Beschreibung

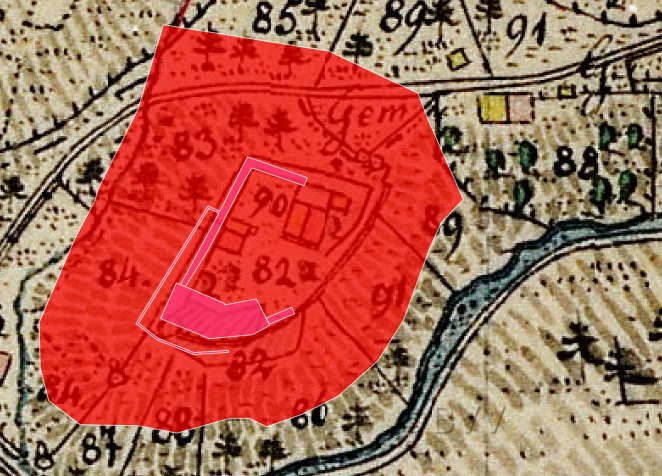
Lageplan der Burgruine Dobl auf dem Urkataster von Bayern

Von der ehemaligen Burganlage sind nur noch die an der Schildmauer angebaute zweigeschossige romanische Burgkapelle sowie Reste der Schild- und Zwingermauer erhalten. An der Stelle des früheren Zuganges im Nordwesten ist zudem noch ein Halsgraben erkennbar.